# Талликесте
Та́лликесте (эст. Tallikeste), на местном диалекте Та́лликысты (эст. Tallikõstõ), также Та́лликесе (эст. Tallikese) — деревня в волости Выру уезда Вырумаа, Эстония. 
До административной реформы местных самоуправлений Эстонии 2017 года входила в состав волости Вастселийна (упразднена).

## География и описание
Расположена на юго-востоке Эстонии, в 277 км от Таллина, в 35 км от юго-западного берега Чудского озера и в 6 км от границы с Россией. Расстояние до уездного и волостного центра — города Выру — 22 км. Высота над уровнем моря — 124 метра.
В окрестностях Талликесте растет в основном смешанный лес.
Климат умеренный. Официальный язык — эстонский. Почтовый индекс — 65337.

## Население
По данным переписи населения 2021 года, в Талликесте проживали 16 человек (9 мужчин и 7 женщин), все — эстонцы; численность детей в возрасте до 17 лет составила 3 человек, число лиц пенсионного возраста (65 лет и старше) — также 3 человека.
По данным переписи населения 2011 года, в деревне проживали 25 человек, все — эстонцы.
Численность населения деревни Талликесте по данным переписей населения СССР и Департамента статистики:
| Год  | 1959 | 1970 | 2000 | 2011 | 2017 | 2018 | 2019 | 2020 | 2021 |
| ---- | ---- | ---- | ---- | ---- | ---- | ---- | ---- | ---- | ---- |
| Чел. | 26   | ↘ 8  | ↗ 15 | ↗ 25 | ↘ 19 | ↗ 21 | ↘ 18 | → 18 | ↘ 16 |

## История
Деревня впервые упоминается в 1820 году (Tallikesse). В 1977—1997 годах была частью деревни Мёлдри.

## Климат
Среднегодовая температура в регионе составляет +2 °C. Самый тёплый месяц — июль, когда средняя температура составляет +18 °C, а самый холодный месяц — февраль с –12 °C.